# Tageszeitung

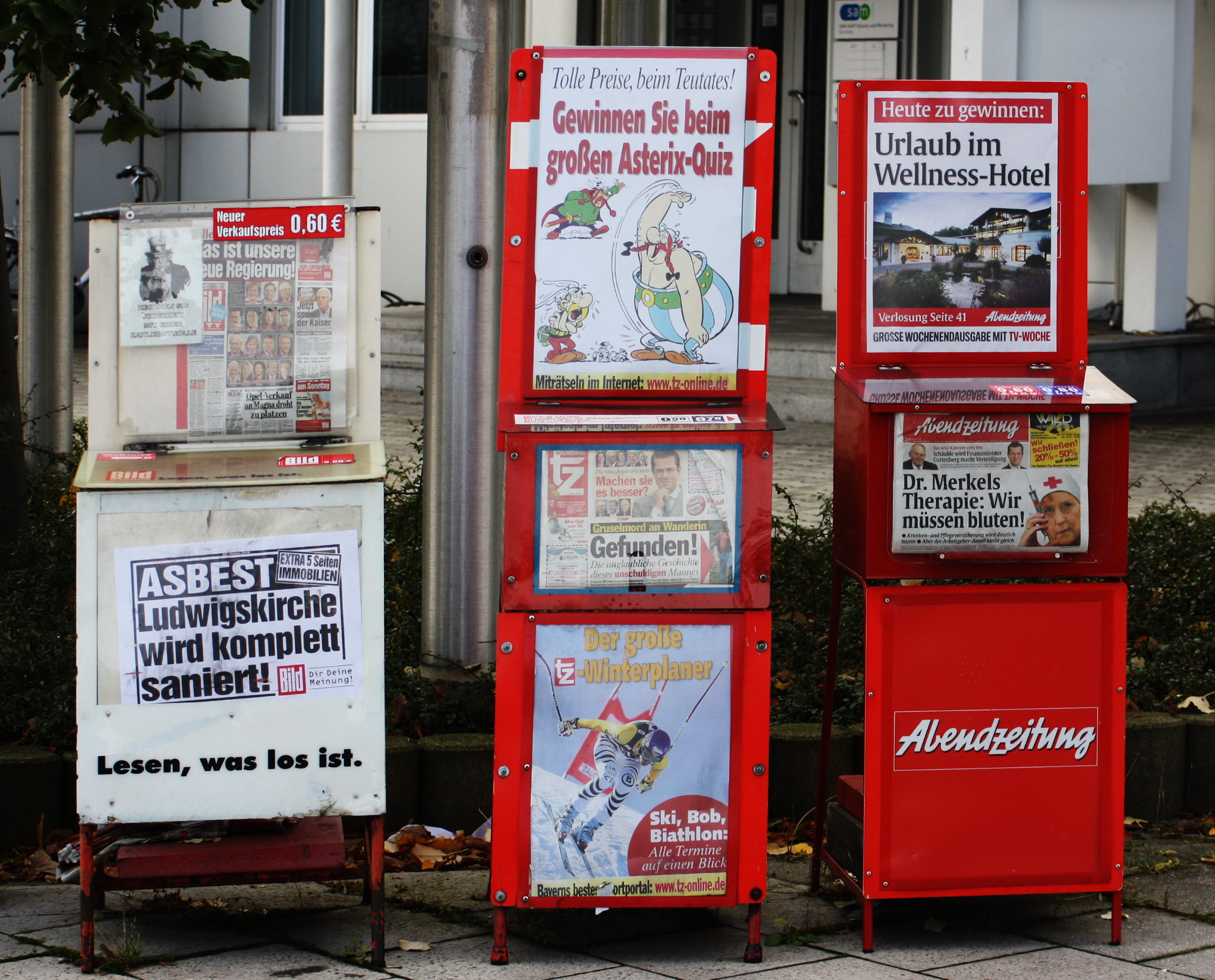
Stumme Zeitungsverkäufer

Eine Tageszeitung ist nach internationaler Definition ein mindestens viermal wöchentlich, heute meist täglich von Montag bis Samstag erscheinendes Druckerzeugnis, das eine umfassende Berichterstattung bietet und sich an ein allgemeines Publikum richtet. Tageszeitungen werden nach ihrem Verbreitungsgebiet als Regionalzeitungen und überregionale Zeitungen unterschieden. Eine Sonderform der Tageszeitung ist die Boulevardzeitung. Fast alle deutschen Tageszeitungen erscheinen mittlerweile in gedruckter Form als Morgenausgabe; das heißt, die Zustellung im Abonnement und zu den Einzelhändlern erfolgt in den frühen Morgenstunden des Erscheinungstages.

## Geschichte

Einkommende Zeitungen 1650, Nr. 9

Als Vorläufer der Tageszeitung können die im antiken Rom vom Konsul Gaius Julius Caesar 59 v. Chr. eingeführten, bis mindestens 235 n. Chr. wohl nicht immer täglich erschienen Nachrichtenbulletins Acta diurna gelten.
Die erste Tageszeitung der Neuzeit erschien am 1. Juli 1650 in Leipzig: Zwei Jahre nach Ende des Dreißigjährigen Krieges wandelte der Leipziger Drucker und Buchhändler Timotheus Ritzsch seine bereits seit 1643 viermal in der Woche erschienene „Wöchentliche Zeitung“ in eine Tageszeitung um. Die neue Einkommende Zeitungen erschien ab 1650 sechsmal pro Woche. Jede Ausgabe bestand aus vier Seiten im Format von etwa 13,5 mal 17 Zentimetern. Die Auflage betrug etwa 200 Exemplare. Gesetzt waren die Einkommenden Zeitungen in Metall-Lettern, gedruckt wurden sie von Hand auf einer hölzernen Druckerpresse.

## Aufgaben und Merkmale einer Tageszeitung
Vier Merkmale charakterisieren eine Zeitung: 1. die Publizität, das heißt die allgemeine Zugänglichkeit der Publikation. 2. die Aktualität, die Veröffentlichung der Nachricht sollte möglichst zeitnah zum dazugehörigen Ereignis stehen. 3. die Zeitung muss regelmäßig erscheinen (Periodizität). 4. die Universalität, die redaktionelle und damit inhaltliche Vielfalt der Zeitung. Eine Tageszeitung muss mindestens viermal pro Woche erscheinen, anderenfalls wird sie als Wochenzeitung bezeichnet.
Eine Tageszeitung hat die Aufgabe, die Bevölkerung zu informieren, die Ereignisse zu kommentieren und zu analysieren. Sie ist somit sehr wichtig für die tägliche Informationsverbreitung und damit auch für die Meinungsbildung in der Gesellschaft.
Die fünf wichtigsten und klassischen Ressorts einer Tageszeitung sind Politik, Wirtschaft, Kultur, Lokales und Sport; dazu kommen heute oft noch die Wissenschaft, Reise, Unterhaltung und Weiteres. Eine Zeitung besteht aus einzelnen gefalteten Papierlagen, die nicht zusammengeheftet sind. Diese Lagen werden auch Bücher genannt. Bei Tageszeitungen befindet sich immer im ersten Buch die Politik, im zweiten zumeist die Wirtschaft; dann folgen die Kultur und der Sport. Eine Tageszeitung besteht aus zwei Teilen, dem redaktionellen Teil und dem Anzeigenteil. Beide müssen sich in der Gestaltung deutlich voneinander unterscheiden.
Früher gab es nahezu ausschließlich Vollredaktionen, die alle Beiträge für ihre Publikation selbst schrieben und erstellten. Heute geht, vor allem bei Lokal- und Regionalzeitungen, hauptsächlich aus Kostengründen der Trend zu Mantelredaktionen.
Mit Leserbriefen, heute häufig auch in Form eines E-Mail- oder Blog-Kommentars, kann die Leserschaft ihre Meinung äußern. Für die Zeitung bedeutet der Leserbrief ein Feedback und stärkt die Leser-Blatt-Bindung. Heute leisten Zeitungsverlage noch weitere Dienstleistungen für ihre Leser, sie organisieren beispielsweise Veranstaltungen oder Reisen, außerdem sponsern sie oft kulturelle Ereignisse.
Die Tageszeitung wird häufig erst in der Nacht gedruckt und dann gleich ausgeliefert: circa 80 % der verkauften Auflage einer Tageszeitung werden zwischen 5 Uhr und 11 Uhr morgens verkauft oder an die Abonnenten ausgeliefert. Hierfür muss es ein funktionierendes Vertriebssystem geben (Pressevertrieb). Tageszeitungen werden entweder im Handel, den sogenannte Pressegrossisten beliefern, oder durch das Abonnement (ca. 50 %) verkauft. Kaufzeitungen dagegen, wie lange Zeit die Bild-Zeitung, werden nur im Einzelverkauf vertrieben. Die verkaufte Auflage von Tageszeitungen ging in den letzten Jahren kontinuierlich zurück, vor allem im Einzelverkauf.
Überregionale Zeitungen werden oftmals aus beruflichen Gründen auch am Arbeitsplatz gelesen und sprechen eine gebildete Zielgruppe an. Regionalzeitungen wollen dagegen eine breitere Bevölkerungsschicht ansprechen. Häufig werden sowohl eine regionale als auch eine überregionale Tageszeitung gelesen, wobei manche überregionale Tageszeitungen Lokalausgaben haben.
Bei der Mainzer Langzeitstudie Medienvertrauen liegen die Lokalzeitungen Anfang der 2020er Jahre mit etwa 60 % leicht vor den überregionalen Zeitungen mit etwa 55 %. Damit liegen sie zwischen dem öffentlich-rechtlichen Fernsehen (ca. 65 %) und dem Privatfernsehen (ca. 20 %).

## Der Tageszeitungsmarkt in verschiedenen Ländern

### Tageszeitungen in Deutschland
2004 waren 299 von insgesamt 443 deutschen Kreisen (Landkreise und Städte) sogenannte Einzeitungskreise, die nur durch eine tägliche Lokal- oder Regionalzeitung versorgt wurden. Viele dieser Titel kooperieren eng mit anderen und sind mit ihnen teilidentisch. Alle Zeitungen, die mit einem gemeinsamen Mantel erscheinen, werden auch als „Publizistische Einheit“ bezeichnet. 2006 gab es 137 solcher Einheiten in Deutschland, die angesichts der vielfältigen Kooperationen als beste statistische Näherung für Zeitungshauptredaktionen und damit als Maß für die publizistische Vielfalt angesehen werden.
Die Zahl der wirtschaftlich unabhängigen, miteinander im Wettbewerb stehenden Einheiten ist wesentlich geringer, da insbesondere den wenigen großen Zeitungsverlagen viele Zeitungen und publizistische Einheiten gehören.
2009 gab es in Deutschland 351 Tageszeitungstitel mit einer täglichen Gesamtauflage von 25,31 Millionen, davon 334 lokale oder regionale Tageszeitungen (Auflage: 14,85 Millionen). Laut der 8. Stichtagssammlung der deutschen Tagespresse, welche Walter Schütz im Auftrag der Hochschule für Musik, Theater und Medien in Hannover durchführte, gab es 2012 333 gesellschaftsrechtlich selbstständige Zeitungsverlage in Deutschland. Diese 333 Zeitungen wurden von 130 Vollredaktionen betreut und geben 1.527 verschiedene Lokalausgaben heraus.
Von 2002 bis 2012 fiel die Gesamtauflage der deutschen Tageszeitungen von 27,49 auf 21,13 Millionen Stück (einschließlich ePaper-Verkäufe).

#### Überregionale Tageszeitungen
Als erste überregionale und durch das gesamte 19. Jahrhundert hindurch unangefochten führende Tageszeitung deutscher Sprache galt die Kölnische Zeitung.
Nur wenige deutsche Tageszeitungen gelten als überregionale Zeitungen, die bundesweit wahrgenommen werden. Die Definition dieser überregionalen Zeitungen ist schwierig, weil es bis heute nicht gelungen ist, exakte Kriterien zu finden. Die meisten der als überregional geltenden Tageszeitungen verkaufen nach wie vor mehr als die Hälfte ihrer Auflage in ihrem Regionalgebiet, in dem sie Lokalredaktionen unterhalten, und sind damit zugleich Regionalzeitungen.
Die sinnvollste Abgrenzung von reinen Regionalzeitungen gelingt über das Kriterium der bundesweiten Verfügbarkeit im Einzelverkauf in Kiosken und Supermärkten sowie über die bundesweite Wahrnehmung und meinungsbildende Funktion der Hauptredaktionen. Die so anerkannten Zeitungen beinhalten – mit Ausnahme der Boulevardzeitung Bild – einen quantitativ und qualitativ deutlich überdurchschnittlichen Politik-, Feuilleton- und Wirtschaftsteil. Da das Gewicht bei der gesellschaftlichen Meinungsbildung von der Größe, Ausstattung und Kompetenz der Redaktion abhängt, ist es zwischen den Zeitungen unterschiedlich. Außerdem ändert es sich im Lauf der Zeit, sodass eine Liste nicht als dauerhaft gelten kann.

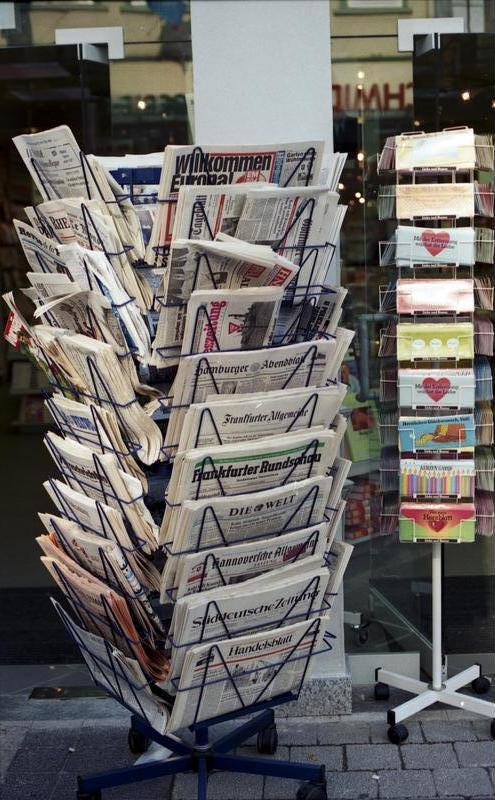
Zeitungsstand in Göttingen – Fußgängerzone

Die bundesweit verbreiteten Tageszeitungen Deutschlands ab einer Auflage von 20.000 Exemplaren sind:
| Tageszeitung (Abkürzung)             | Ort des Verlages  | Verkaufte Exemplare (Quelle IVW 1/2025) | Leser (Quelle MA 2023 II) | Druckauflage (Eigenangabe) |
| ------------------------------------ | ----------------- | --------------------------------------- | ------------------------- | -------------------------- |
| Bild*                                | Berlin            | 815.350                                 | 6.930.000                 | -                          |
| Süddeutsche Zeitung (SZ)             | München           | 260.648                                 | 1.260.000                 | -                          |
| Frankfurter Allgemeine Zeitung (FAZ) | Frankfurt am Main | 175.550                                 | 890.000                   | -                          |
| Handelsblatt**                       | Düsseldorf        | 117.444                                 | 550.000                   | -                          |
| Die Welt                             | Berlin            | 92.119                                  | 960.000                   | -                          |
| die tageszeitung (taz)               | Berlin            | 48.884                                  | 310.000                   | -                          |
| junge Welt (jW)                      | Berlin            | -                                       | -                         | 23.100 – 29.000            |

*Boulevard
**mit Wirtschaftsschwerpunkt
Die überregionalen Zeitungen werden häufig in das politische Spektrum Deutschlands eingeordnet: So gelten die Süddeutsche Zeitung als linksliberal, die Frankfurter Allgemeine Zeitung (FAZ) als konservativ-liberal, die Welt als konservativ und die tageszeitung (taz) als links-alternativ.
An der Grenze zwischen überregionaler Tageszeitung und Regionalzeitung mit überregionalem Anspruch steht der Berliner Tagesspiegel, der sich als „Zeitung für Berlin und Deutschland“ bezeichnet. Ebenfalls deutschlandweit erscheint die Börsen-Zeitung in Frankfurt am Main mit Wirtschaftsschwerpunkt.

#### Krise der Tageszeitungen
Im Jahre 2013 wurde die Krise, in der sich fast alle Tageszeitungen Deutschlands befinden, durch die Insolvenz der Frankfurter Rundschau und die Einstellung der Financial Times Deutschland unübersehbar. Tageszeitungen in anderen Ländern haben ähnliche Probleme. Als Gründe werden unter anderen genannt:
- Sinkende Einnahmen aus dem Anzeigengeschäft. Sie betrugen im Jahre 2012 nur noch rund 40 % der Gesamteinnahmen und waren auch davor schon stetig gefallen. Demgegenüber stiegen die Vertriebseinnahmen, die jahrzehntelang lediglich eine untergeordnete Rolle spielten, im Trend anteilig auf 52,8 % aller Einnahmen.[10]
- Aus einer seit Jahren rückläufigen Auflage resultieren sinkende Vertriebseinnahmen (sofern die Preise nicht erhöht wurden). Die Auflage sank im Schnitt um 2 % pro Jahr (im 2. Quartal 2012 gegenüber dem Vorjahresquartal um 2,4 %).[10] Einem täglichen Verkauf im Jahr 2012 von etwa 18,4 Millionen Exemplaren standen 1991 noch über 27,3 Millionen gegenüber.[11]
- Da der erzielbare Anzeigenpreis von der Auflage abhängt, führt eine sinkende Auflage langfristig zu sinkenden Anzeigenerlösen.
- Sogenannte elektronische Zeitungen können den Einnahmerückgang nicht auffangen.[11]

Die deutschen Tageszeitungen leiden vor allem an sinkenden Anzeigenerlösen. Die offiziellen Statistiken des BDZV zeigen, dass seit 2007 die Einnahmen kontinuierlich sinken. Trotz sinkender Auflagen haben die Tageszeitungen ihre Einnahmen aus dem Verkauf von Abonnements und Einzelausgaben seit 2002 in jedem Jahr steigern können. Doch dies gleicht die Werbeverluste nicht aus; der Gesamtumsatz deutscher Tageszeitungen ist von 10,23 Milliarden Euro im Jahr 2000 auf 7,7 Milliarden Euro im Jahr 2012 gesunken – ein Minus von fast einem Viertel des Gesamtumsatzes. Die Verluste im Werbemarkt werden größer, nach einem Rückgang um 8,93 % im Jahr 2012 verloren Tageszeitungen 2013 noch einmal 9,37 % des Werbeumsatzes im Vergleich zum Vorjahr.
| Jahr | Netto-Werbeeinnahmen (Mrd. €) | Veränderung zu Vorjahr (%) | Einnahmen Abo/ Einzelverkauf (Mrd. €) | Veränderung zu Vorjahr (%) | Gesamtumsatz (Mrd. €) | Veränderung zu Vorjahr (%) |
| ---- | ----------------------------- | -------------------------- | ------------------------------------- | -------------------------- | --------------------- | -------------------------- |
| 1999 | 4,90                          | -                          | 4,68                                  | -                          | 09,58                 | -                          |
| 2000 | 6,55                          | 33,77                      | 3,68                                  | −21,37                     | 10,23                 | 6,82                       |
| 2001 | 5,99                          | −8,55                      | 3,40                                  | −7,61                      | 09,39                 | −8,21                      |
| 2002 | 4,93                          | −17,70                     | 3,90                                  | 14,71                      | 08,83                 | −5,96                      |
| 2003 | 4,45                          | −9,74                      | 3,95                                  | 01,28                      | 08,40                 | −4,87                      |
| 2004 | 4,50                          | 1,12                       | 3,97                                  | 00,51                      | 08,47                 | 0,83                       |
| 2005 | 4,40                          | −2,22                      | 4,09                                  | 03,02                      | 08,49                 | 0,24                       |
| 2006 | 4,50                          | 2,27                       | 4,09                                  | 00,00                      | 08,59                 | 1,18                       |
| 2007 | 4,50                          | 0,00                       | 4,13                                  | 00,98                      | 08,63                 | 0,47                       |
| 2008 | 4,37                          | −2,89                      | 4,17                                  | 00,97                      | 08,54                 | −1,04                      |
| 2009 | 3,69                          | −15,56                     | 4,27                                  | 02,40                      | 07,96                 | −6,79                      |
| 2010 | 3,64                          | −1,36                      | 4,37                                  | 02,34                      | 08,01                 | 0,63                       |
| 2011 | 3,55                          | −2,47                      | 4,45                                  | 01,83                      | 08,00                 | −0,12                      |
| 2012 | 3,23                          | −8,93                      | 4,47                                  | 00,38                      | 07,70                 | −3,75                      |
| 2013 | 2,92                          | −9,7                       | derzeit unbekannt                     | -                          | 07,40                 | −4,20                      |
| 2014 | 2,84                          | −2,8                       | derzeit unbekannt                     | -                          | 07,39                 | −0,20                      |

Siehe auch: Zeitung

### Tageszeitungen in der Schweiz

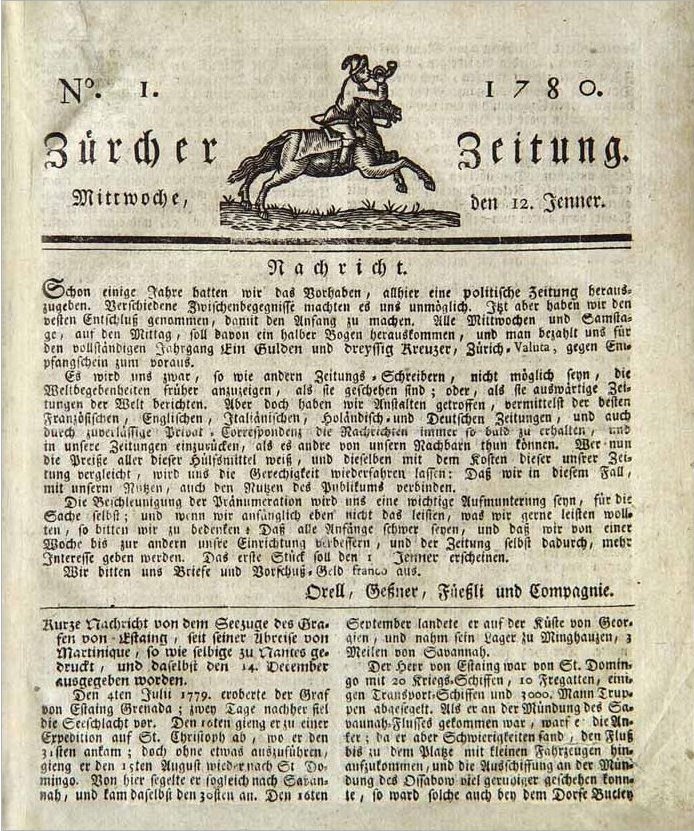
Erste Ausgabe der Neuen Zürcher Zeitung

Aufgrund der Sprachverhältnisse kann man in der Schweiz zwischen französisch-, italienisch- und deutschsprachigen Zeitungen unterscheiden. Die Neue Zürcher Zeitung gilt als eine liberal-konservative Zeitung, der Tages-Anzeiger als linksliberal. In der Romandie ist Le Temps eine überregionale Zeitung. Die am meisten gelesenen Tageszeitungen der Westschweiz sind das Boulevardblatt Le Matin, gefolgt von 24 heures (mit Kopfblatt Tribune de Genève).
Die auflagenstärksten Tageszeitungen sind die Boulevardzeitungen. Die Pendlerzeitung 20 Minuten ist hier die auflagenstärkste Zeitung, dicht gefolgt von den Boulevardzeitungen Blick in der deutschen und Le Matin in der welschen Schweiz. Nebst dem am Morgen erscheinenden Gratisblatt 20 Minuten (respektive 20 minutes in der Westschweiz) von Tamedia wurde abends an öffentlichen Plätzen und Bahnhöfen Blick am Abend von Ringier verteilt. Die Printversion dieser Zeitung wurde inzwischen eingestellt.
Die großen Tageszeitungen in den Regionen, meist mit lokalen Kopfblättern sind: Aargauer Zeitung, Basler Zeitung, Berner Zeitung, Der Bund (Bern), Luzerner Zeitung, St. Galler Tagblatt und die Südostschweiz (Chur).

### Tageszeitungen in Österreich
Die überregionalen, großformatigen Tageszeitungen Österreichs sind Der Standard, Die Presse, der Kurier, die Salzburger Nachrichten und die Wiener Zeitung. Letztere – gegründet 1703 – galt bis 2023 als älteste erscheinende Tageszeitung weltweit.
Das mit Abstand auflagenstärkste Blatt ist die kleinformatige Kronen Zeitung (bis 2000 „Neue Kronen Zeitung“), gefolgt von der Kleinen Zeitung.
Am 1. September 2006 kam die 17. österreichische Tageszeitung mit dem Namen Österreich und einer Startauflage von 250.000 Stück (an Wochenenden bis zu 600.000 Stück) auf den Markt. Herausgeber ist der österreichische Journalist und Medienmacher Wolfgang Fellner.
Am 5. Juni 2006 wurden die Vorarlberger Nachrichten als „Newspaper of the Year 06“ ausgezeichnet.
Großformatige Bundesländerzeitungen sind die Tiroler Tageszeitung, Vorarlberger Nachrichten und die Oberösterreichischen Nachrichten.

### Tageszeitungen in Dänemark
Die überregionalen Qualitätstageszeitungen in Dänemark sind Berlingske Tidende, Politiken und die Morgenavisen Jyllands-Posten. Von geringerer Auflage und Bedeutung sind Børsen, Dagbladet Information und Kristeligt Dagblad. Des Weiteren gibt es die boulevardorientierten Ekstra Bladet sowie B.T.

### Tageszeitungen in Frankreich
Die größten französischen Tageszeitungen unterscheiden sich deutlich in ihrer politischen Grundhaltung. Die auflagenstärksten Blätter sind Le Figaro (2014: 325.459 Exemplare) und Le Monde (2014: 298.529 Exemplare, davon 21.526 im Ausland). Im Ausland ist Le Monde die meistgelesene französische Tageszeitung. Le Figaro ist traditionell konservativ und gehört zur Groupe Dassault, einem Industrie-, Rüstungs- und Medienunternehmen, dem über 70 Zeitungen angehören. Le Monde ist linksliberal und gehörte bis Juni 2010 mehrheitlich den Redakteuren. Mittlerweile gehört sie Pierre Bergé, der der französischen Linken nahesteht. Sie ist die einzige französische Tageszeitung, die am späten Nachmittag erscheint.
Le Parisien / Aujourd’hui en France (2014: 233.751 Exemplare) ist dem Boulevard zuzuordnenden. Sie wird ausschließlich in Frankreich vertrieben und hat in den letzten Jahren stark an Reichweite verloren (−16,6 % von 2012 auf 2014).
Daneben existieren mit der linksliberalen Libération (2014: 100.600 Exemplare), der konservativ-katholischen La Croix (2014: 104.000 Exemplare) und der kommunistischen L’Humanité (2014: 43.700 Exemplare) drei weitere Tageszeitungen.
Eine bedeutende Zeitung mit dem Schwerpunkt Wirtschaft ist Les Échos (2014: 128.196 Exemplare). Die Sport-Tageszeitung L’Équipe erscheint täglich und erreichte 2013 eine Auflage von rund 251.639 Exemplaren.

### Tageszeitungen in Luxemburg
Die größten Tageszeitungen in Luxemburg sind das Luxemburger Wort, das Tageblatt. Zeitung fir Lëtzebuerg und das Lëtzebuerger Journal. Von geringerer Auflage und Bedeutung sind die Zeitung vum Lëtzebuerger Vollek und Le Quotidien.

### Tageszeitungen in den Niederlanden
Die auflagenstärksten bezahlten Tageszeitungen der Niederlande sind De Telegraaf, das AD, de Volkskrant und das NRC Handelsblad. In Westdeutschland sind diese niederländischen Zeitungen in der Regel tagesaktuell im Zeitschriftenhandel zu finden. Seit 1999 erscheinen auch landesweite Gratiszeitungen mit redaktionellem Inhalt, die sich schnell zu einer ernsthaften Konkurrenz zu den Bezahlzeitungen entwickelten.

### Tageszeitungen in Großbritannien
Die Presselandschaft im Vereinigten Königreich ist aufgeteilt in die ernsteren Blätter der „Quality Press“ auf der einen, und die Popular Press, die sich vor allem mit Prominenten und menschlichen Schicksalen beschäftigt, auf der anderen Seite. Die vier großen seriösen Tageszeitungen sind der Daily Telegraph (konservativ), The Times (konservativ-rechts), The Guardian (links und sozialliberal) sowie (seit 2016 nur noch digital) The Independent (links-liberal). Alle vier unterhalten auch Sonntagszeitungen. Weiterhin existiert mit der Financial Times eine Zeitung mit Wirtschaftsschwerpunkt. Allgemein positionieren sich britische Zeitungen in erheblich stärkerem Maße politisch als dies in Deutschland der Fall ist und geben regelmäßig auch Wahlempfehlungen ab.
Beispielhaft für die Vielzahl an Erzeugnissen der Boulevardpresse sind The Sun, die Daily Mail, der Daily Mirror und der Daily Star zu nennen. Sie alle haben eine (teilweise deutlich) höhere Auflage als die auflagenstärkste Tageszeitung der „Quality Press“, der Daily Telegraph. Grundsätzlich sind die Auflagen aller britischen Zeitungen in den letzten Jahren stark rückläufig, besonders die Zeitungen der „Quality Press“, verlieren jedoch immens Leser und Abonnenten. The Independent stellte zum 26. März 2016 seine Printausgabe ein und erscheint seitdem nur noch in digitaler Form.

## Zeitungsantiquariate
Ältere Zeitungen für Museen, Archive, Film- und Fernsehaufnahmen und als Geschenk (Zeitung vom Tag der Geburt, der Hochzeit oder zum Jubiläum) bieten spezialisierte Zeitungsantiquariate an.